# Піддубний Микола Іванович
Мико́ла Іва́нович Підду́бний (1922 — 13 квітня 1944) — Герой Радянського Союзу, командир відділення, гвардії сержант.

## Життєпис
Народився в селі Авдотіївка, Софіївський район Дніпропетровська область. У 1941 році у був призваний до лав РСЧА. На фронтах Другої світової війни з 1941 року.
12 квітня 1944 року в ході наступу Червоної Армії в Криму, розвідувальна група з розвідників 3-го гвардійського окремого мотоінженерного батальйону і 91-го окремого мотоциклетного батальйону під командуванням сержанта Миколи Піддубного на танку проводила розвідку розташування військ противника. Біля села Ашага-Джамін група потрапила під артилерійський обстріл, танк був пошкоджений, і підрозділ зайняв оборону навколо танка. Протягом двох годин розвідники вели бій проти батальйону супротивника. Коли вже скінчилися боєприпаси, розвідники кинулися в рукопашну і багнетами і саперними лопатками знищили ще 13 солдат противника. Сили були нерівні, і всі вони були схоплені. Розвідників доставили в село і піддали їх найжорстокішім тортурам. Жоден з них не видав військову таємницю. На світанку всіх розвідників відволокли до яру, куди зігнали місцеве населення. Незважаючи на важкі рани, розвідники змогли встати на ноги і прийняти смерть як герої. З дев'яти розвідників в живих залишився тільки один — Єршов Василь Олександрович.
Указом Президії Верховної Ради СРСР від 16 травня 1944 року Миколі Піддубному і всім розвідникам було присвоєно звання Героїв Радянського Союзу.

## Нагороди та відзнаки
- Медаль «Золота Зірка»;
- Орден Леніна;
- Орден Вітчизняної війни 2 ступеня;
- Орден Червоної Зірки.

## Пам'ять
- В ознаменування подвигу Героїв-розвідники села Ашага-Джамін перейменовано в Геройське.
- В ознаменування подвигу на братській могилі героїв споруджений гранітний обеліск з написом: «Вічна слава Героям Радянського Союзу».
- У місті Саки на честь подвигу названий вулиця Вісім Героїв.
- В ознаменування подвигу в Сімферополі споруджено пам'ятник.
- Рідне село Героя було перейменовано в Піддубне.